# Ekinciuşağı, Şefaatli
Ekinciuşağı là một xã thuộc huyện Şefaatli, tỉnh Yozgat, Thổ Nhĩ Kỳ. Dân số thời điểm năm 2010 là 92 người.